# Peter Randall-Page

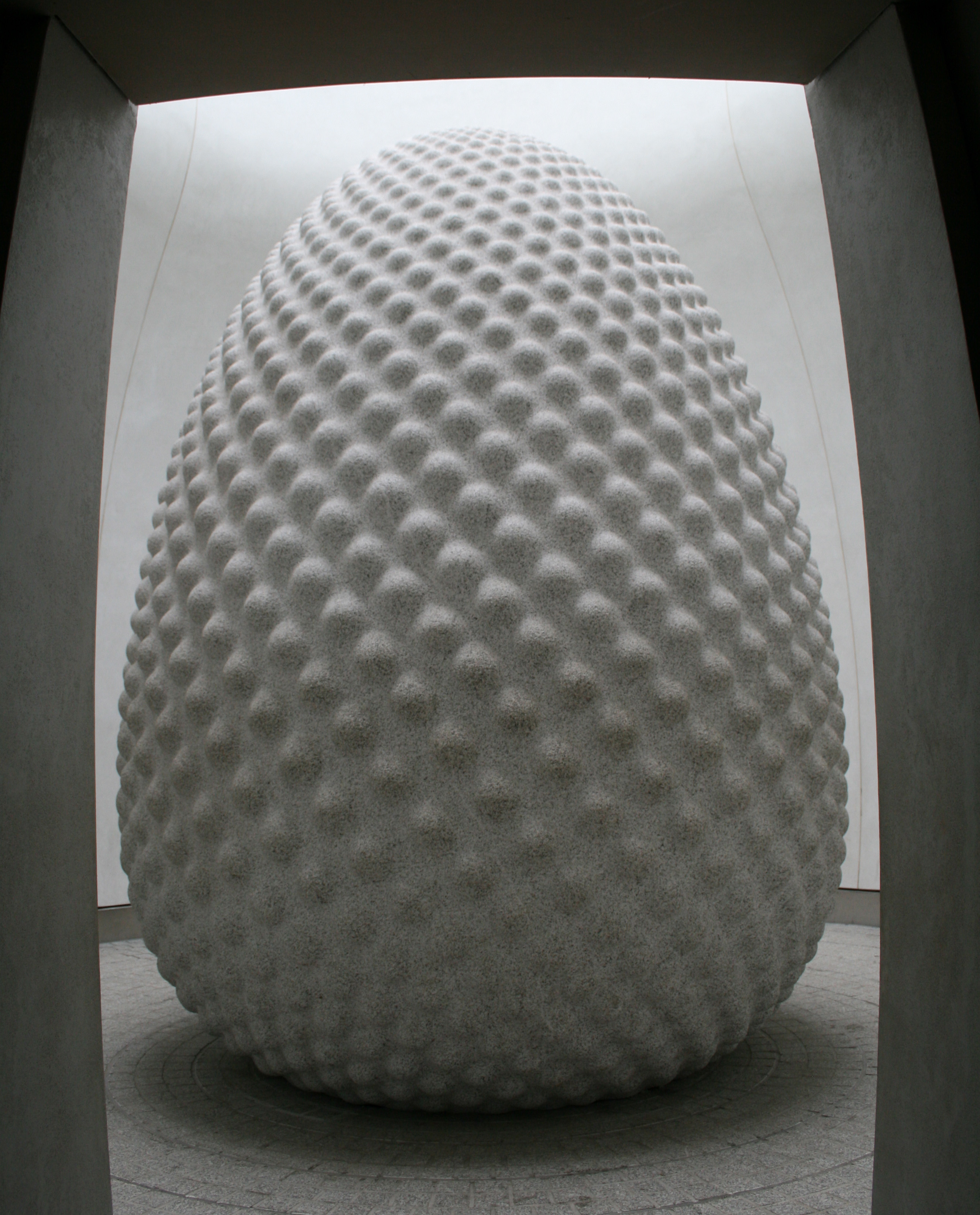
Seed (2007)

Peter Randall-Page (Essex, 1954) is een Engelse beeldhouwer, tekenaar en graficus.

## Leven en werk
Randall-Page studeerde van 1973 tot 1977 aan de Bath Academy of Art in Bath. Na zijn studie verhuisde hij naar Londen en werkte hij gedurende een jaar in het atelier van de beeldhouwer Barry Flanagan. In 1980 kreeg hij een reisbeurs, de Winston Churchill Memorial Travelling Fellowship, waardoor hij in staat werd gesteld in Italië een studie marmer-bewerking te volgen. In 1987 verhuisde hij naar Devon, waar de steenbeeldhouwer nog steeds woont en werkt.
In 1999 verleende de Universiteit van Plymouth hem een eredoctoraat in de kunsten.

## Werken (selectie)
- 1988 : Cone and Vessel, beeldenroute Forest of Dean Sculpture Trail in Gloucestershire
- 1994 : Beside the Still Waters, Castle Park in Bristol
- 1995 : Hundred Year Stone, Calfclose Bay in Keswick (Cumbria)
- 1996 : Body and Soul, Hunter's Square in Edinburgh
- 1996 : Exotic Cargo, St. Saviour's Dock in Londen-Southwark
- 2000 : Federsteine, Skulpturenfeld Oggelshausen in Oggelshausen (Duitsland)
- 2000 : Inner Compulsion, Millennium Seed Bank in Wakehurst (Sussex)
- 2003 : Ebb and Flow, Newbury Lock in Newbury
- 2005 : Jacobs Pillow, Darlington Hall in Devon
- 2006 : Mind's Eye (keramisch werk), Cardiff University in Cardiff
- 2006 : Give and Take, Newcastle upon Tyne
- 2006 : Mohegan Memorial (Mohegan Chief van de Mohegan Tribe in Connecticut), Southwark Cathedral in Southwark
- 2007 : Seed, Eden Project in Cornwall
- 2007 : Between the Lines, Fisher's Square in Cambridge (onderdeel van Cambridge Sculpture Trail 2)
- 2008 : Green Fuse, Jerwood Sculpture Trail, Ragley Hall in Alcester (Warwickshire)
- 2010 : In the Beginning, Cass Sculpture Foundation in Goodwood (West Sussex)

## Fotogalerij

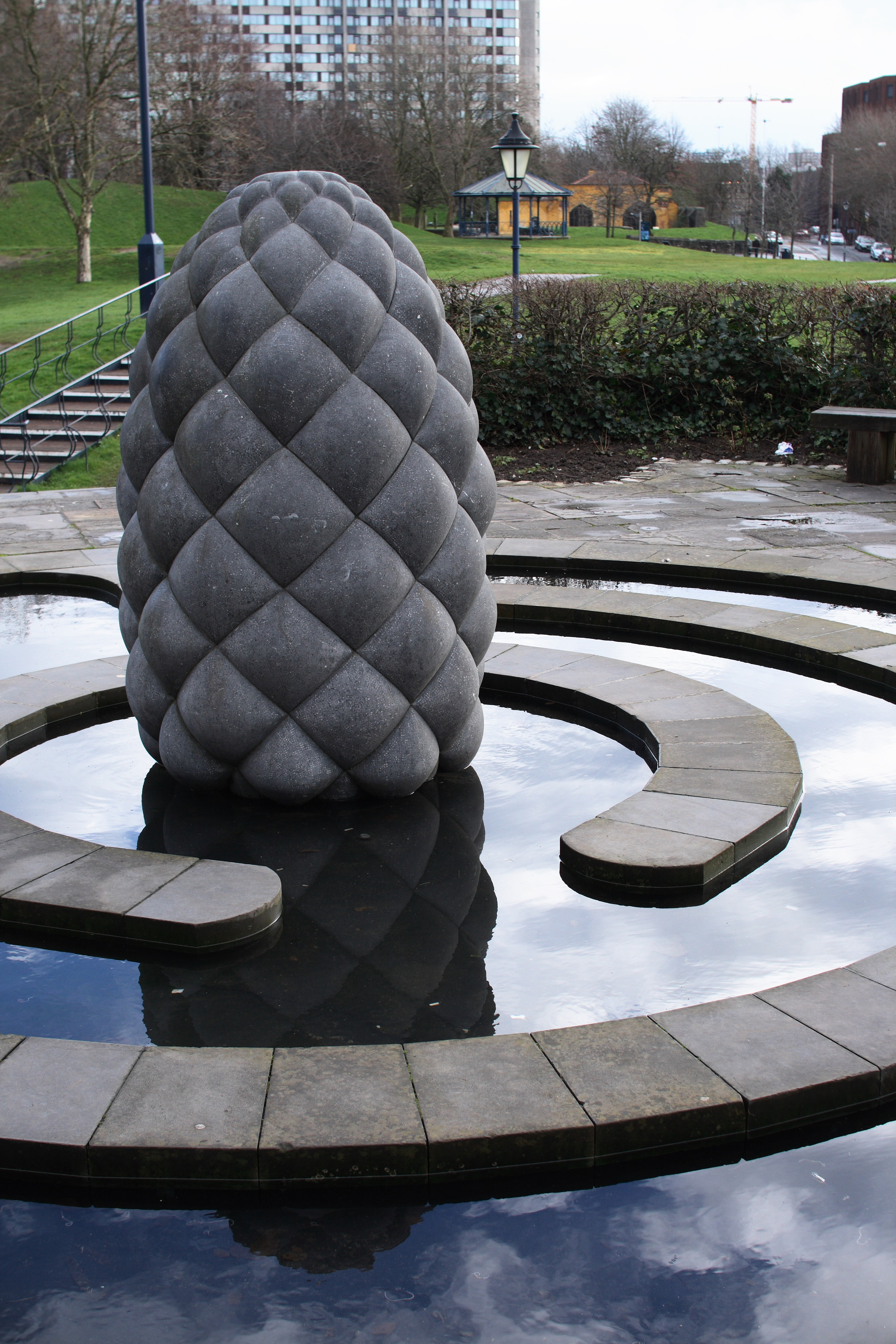
Beside the Still Waters, Bristol
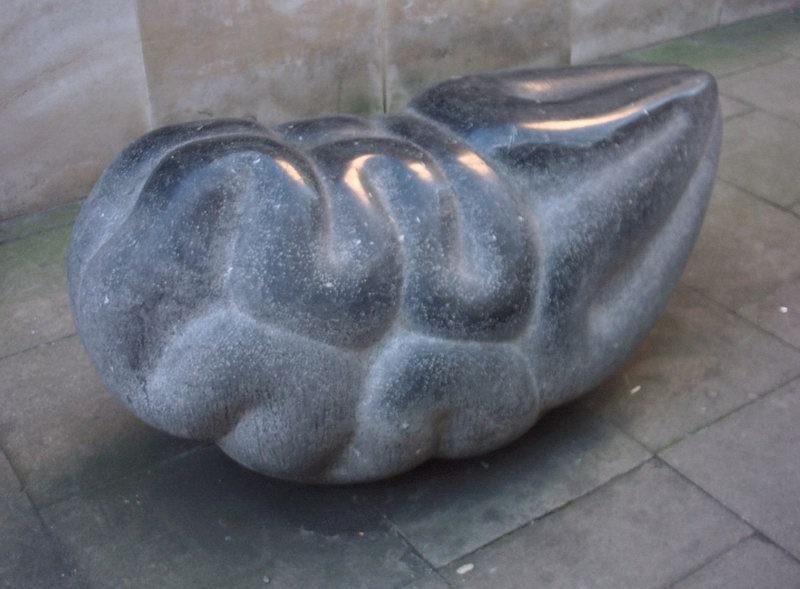
Beneath the skin, BUPA House, Londen
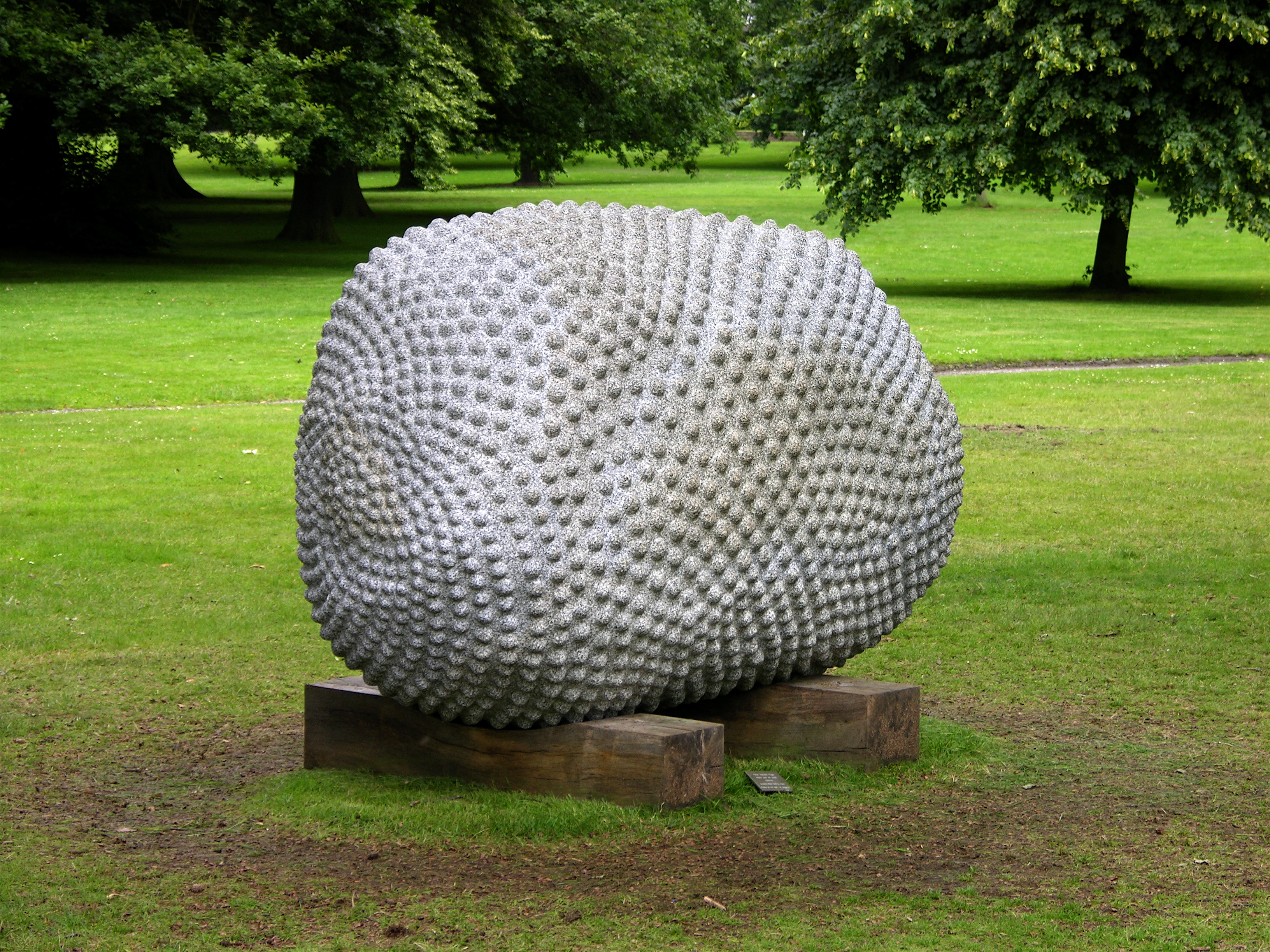
sculptuur in het Yorkshire Sculpture Park
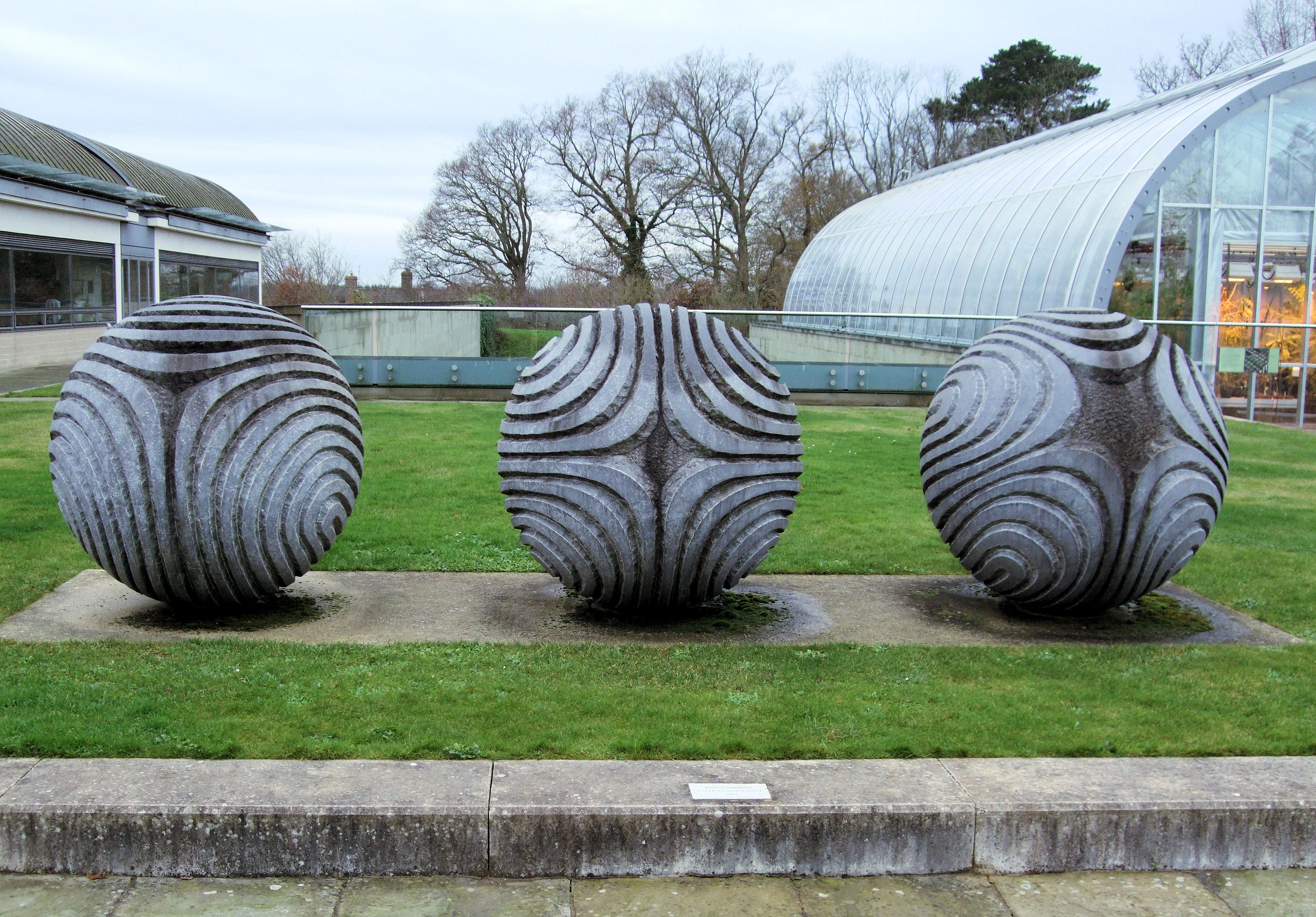
Inner Compulsion, Wakehurst Place
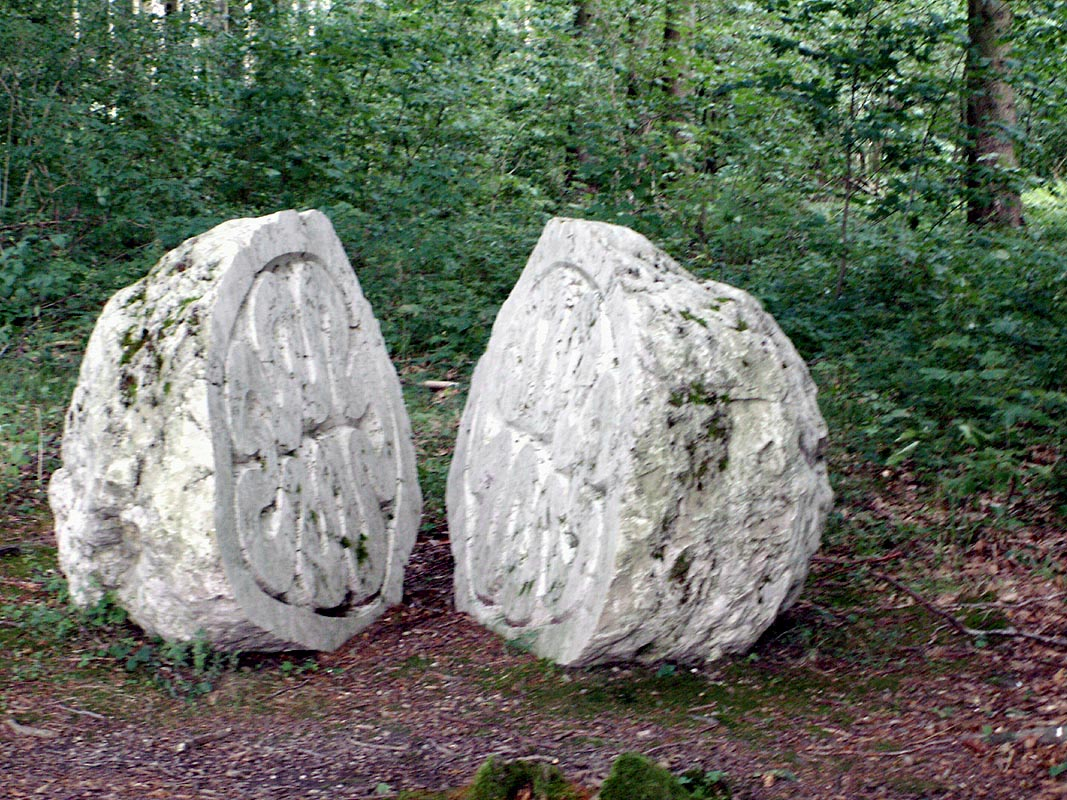
Federsteine, Oggelshausen
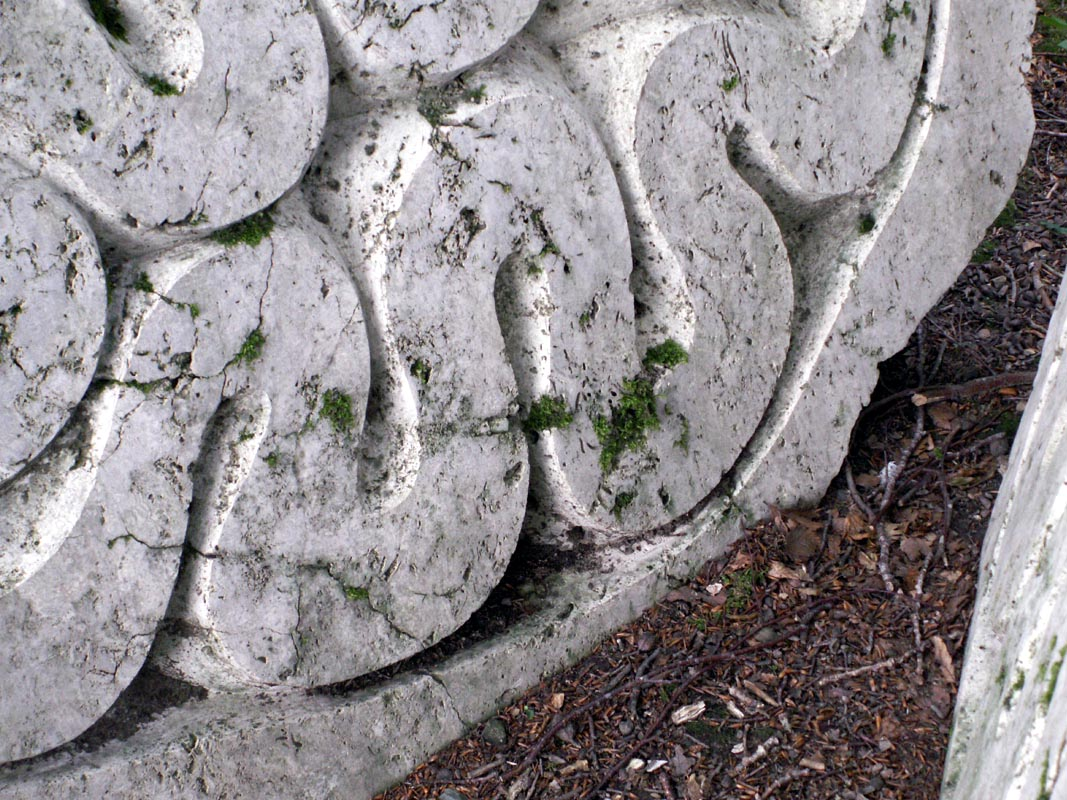
detail Federsteine
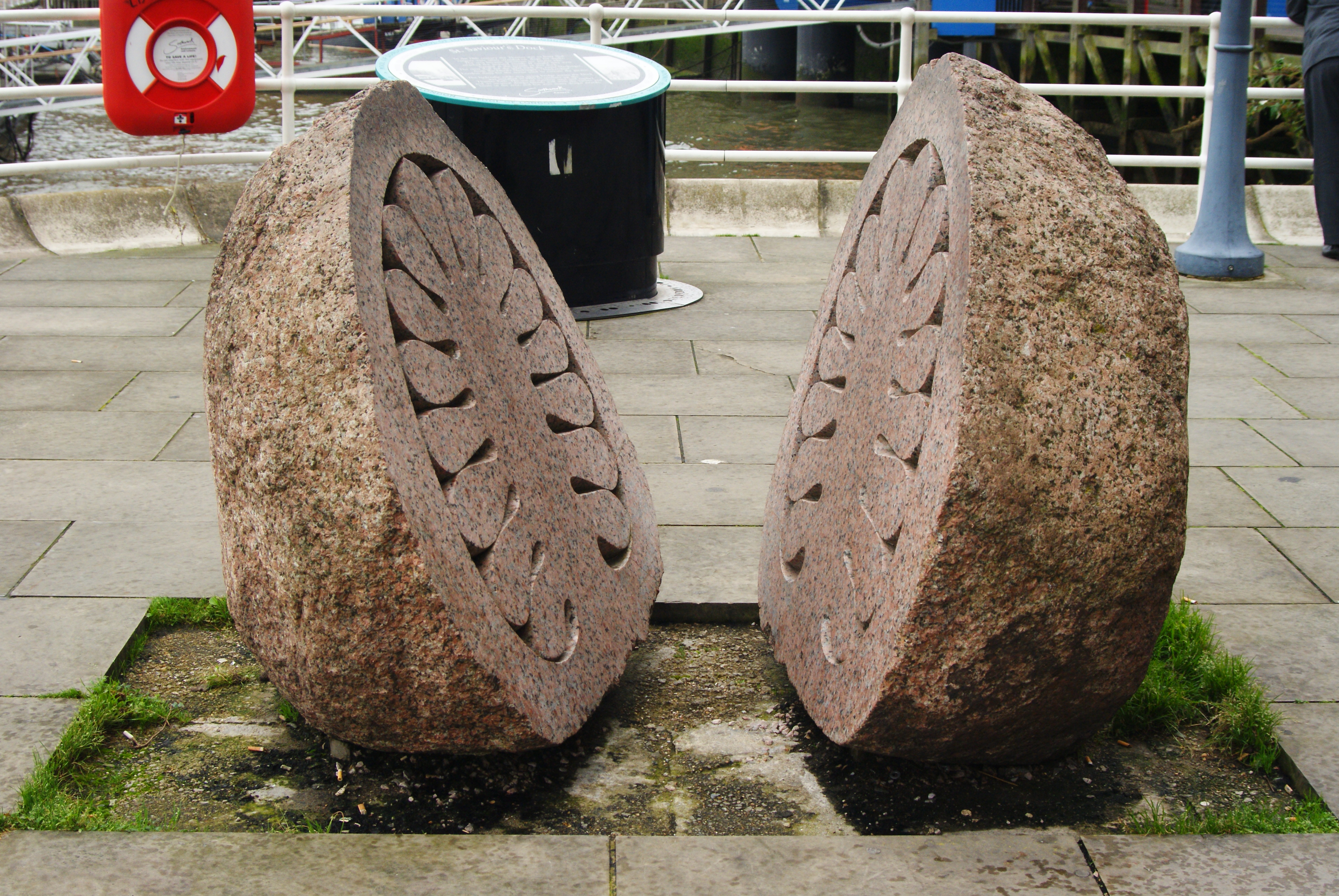
Exotic Cargo, Southwark